# Atletism la Jocurile Olimpice de vară din 1924 - Aruncarea greutății (masculin)
Proba masculină de aruncare a greutății de la Jocurile Olimpice de vară din 1924 a avut loc la data de 8 iulie 1924. Au concurat 28 sportivi din 15 țări, numărul maxim de sportivi acceptat dintr-o țară fiind de patru.

## Recorduri
Înaintea acestei competiții, recordurile mondiale și olimpice erau următoarele:
| Record           | Atlet              | Rezultat | Loc                          | Data           |
| ---------------- | ------------------ | -------- | ---------------------------- | -------------- |
| Recordul mondial | Ralph Rose (USA)   | 15,54 m  | San Francisco, Statele Unite | 21 august 1909 |
| Recordul olimpic | Pat McDonald (USA) | 15,34 m  | Stockholm, Suedia            | 10 iulie 1912  |

## Program
| Data                | Oră   | Etapă             |
| ------------------- | ----- | ----------------- |
| Marți, 8 iulie 1924 | 15:00 | Calificări Finala |

## Rezultate
Cei mai buni șase sportivi s-au calificat în finală. Ordinea și seriile de aruncări nu sunt disponibile.
Finala a avut loc în aceeași zi. Doar doi concurenți au reușit să își îmbunătățească performanța față de calificări.
| Loc | Sportiv             | Țară                       | Calificări | Finală                 | Distanță |
| --- | ------------------- | -------------------------- | ---------- | ---------------------- | -------- |
| 1   | Bud Houser          | Statele Unite ale Americii | 14,995     | Necunoscut             | 14,995   |
| 2   | Glenn Hartranft     | Statele Unite ale Americii | 14,405     | 14,895                 | 14,895   |
| 3   | Ralph Hills         | Statele Unite ale Americii | 14,505     | 14,640                 | 14,640   |
| 4   | Hannes Torpo        | Finlanda                   | 14,450     | Necunoscut             | 14,450   |
| 5   | Norman Anderson     | Statele Unite ale Americii | 14,290     | Necunoscut             | 14,290   |
| 6   | Elmer Niklander     | Finlanda                   | 14,265     | Necunoscut             | 14,265   |
| 7   | Ville Pörhölä       | Finlanda                   | 14,100     | Nu a avansat în finală | 14,100   |
| 8   | Bertil Jansson      | Suedia                     | 13,760     | Nu a avansat în finală | 13,760   |
| 9   | Raoul Paoli         | Franța                     | 13,535     | Nu a avansat în finală | 13,535   |
| 10  | Sixten Sundström    | Suedia                     | 13,530     | Nu a avansat în finală | 13,530   |
| 11  | Akseli Takala       | Finlanda                   | 13,315     | Nu a avansat în finală | 13,315   |
| 12  | Harald Tammer       | Estonia                    | 13,280     | Nu a avansat în finală | 13,280   |
| 13  | Veljko Narančić     | Iugoslavia                 | 13,215     | Nu a avansat în finală | 13,215   |
| 14  | Christos Vrettos    | Grecia                     | 13,125     | Nu a avansat în finală | 13,125   |
| 15  | Ketil Askildt       | Norvegia                   | 13,090     | Nu a avansat în finală | 13,090   |
| 16  | Daniel Pierre       | Franța                     | 13,070     | Nu a avansat în finală | 13,070   |
| 17  | John O'Grady        | Irlanda                    | 12,750     | Nu a avansat în finală | 12,750   |
| 18  | Pál Bedő            | Ungaria                    | 12,660     | Nu a avansat în finală | 12,660   |
| 19  | Arvīds Ķibilds      | Letonia                    | 12,530     | Nu a avansat în finală | 12,530   |
| 20  | Charles Beckwith    | Marea Britanie             | 12,480     | Nu a avansat în finală | 12,480   |
| 21  | Werner Nüesch       | Elveția                    | 12,450     | Nu a avansat în finală | 12,450   |
| 22  | Maxime Bousselaire  | Franța                     | 12,265     | Nu a avansat în finală | 12,265   |
| 23  | Otto Garnus         | Elveția                    | 12,120     | Nu a avansat în finală | 12,120   |
| 24  | Rex Woods           | Marea Britanie             | 11,770     | Nu a avansat în finală | 11,770   |
| 25  | José Galimberti     | Brazilia                   | 11,300     | Nu a avansat în finală | 11,300   |
| 26  | Dimitrios Karabatis | Grecia                     | 10,955     | Nu a avansat în finală | 10,955   |
| 27  | Jesús Aguirre       | Mexic                      | 9,470      | Nu a avansat în finală | 9,470    |
| —   | Octávio Zani        | Brazilia                   | X          | Nu a avansat în finală | FM       |